# Karol Śniegoń
Karol Śniegoń (1892–1972) byl polský protestantský (letniční) duchovní a publicista; předseda Svazu pro rozhodné křesťanství a následně Sjednocené evangelikální církve.
V letech 1920–1927 byl redaktorem časopisu Głos Prawdy. Úřad předsedy Sjednocené evangelikální církve zastával v letech 1950–1953; z toho byl v letech 1950–1951 komunistickým režimem vězněn. Byl dlouholetým pastorem sboru v Těšíně.